# José Toral y Velázquez
José Toral y Velázquez   (Massarró, 18 d'agost de 1832 - Carabanchel, 10 de juliol de 1904) va ser un militar espanyol recordat per ser el darrer governador militar de Cuba, fins a la rendició de la ciutat de Santiago de Cuba a les tropes nord-americanes el 16 de juliol de 1898 durant la Guerra hispano-nord-americana.

## Biografia
Dedicat des de molt aviat a la cursa de les armes, hi va seguir les vicissituds d'una època de la història d'Espanya que es caracteritza precisament pel que és turbulenta. Com a oficial d'infanteria, primer, i després com a cap de la mateixa arma, Toral va prendre part en multitud de fets d'armes tant a la segona guerra carlina com als repetits combats que es van veure obligats a rendir les tropes espanyoles com a reflex de les lluites polítiques que tenien per teatre la metròpoli oa les campanyes colonials. Complint sempre els seus deures en tal manera que reiterades vegades cridés sobre la seva persona l'atenció dels qui podien comprovar els serveis que venia prestant, va merèixer repetides recompenses i va obtenir delicats comandaments, i com a digna rematada d'ells va aconseguir el 1895 obtenir l'entrada al generalat.
El 1892 va exercir el Govern militar d'Osca, i el 1895 va ser designat per manar a la cort d'Espanya la 1a. brigada de la 1a, divisió del 1er. cos d'exèrcit. El relleu obtingut en aquest lloc va ser causa que el Govern considerés convenient emprar la seva activitat a Cuba, quan a la Gran Antilla va esclatar la insurrecció que havia d'ocasionar la pèrdua d'aquell territori per a Espanya; i és en ocasió de tal destí com Toral va d'una banda a satisfer la suprema aspiració de la seva vida, comandar en cap un cos d'exèrcit, i a patir també el dolorós calvari de veure en dubte la seva conducta, que el Consell Suprem de Guerra i Marina va declarar per tots conceptes honorable, així que feia relació en la seva intervenció en els combats de Santiago de Cuba, plaça el Govern militar de la qual exercia el 1898, perquè havent estat elevat a la categoria de divisionari pels seus serveis de campanya contra els insurrectes cubans, el 1897, se li havia seguidament confiat el que aleshores podia i havia de considerar-se com un delicadíssim càrrec.

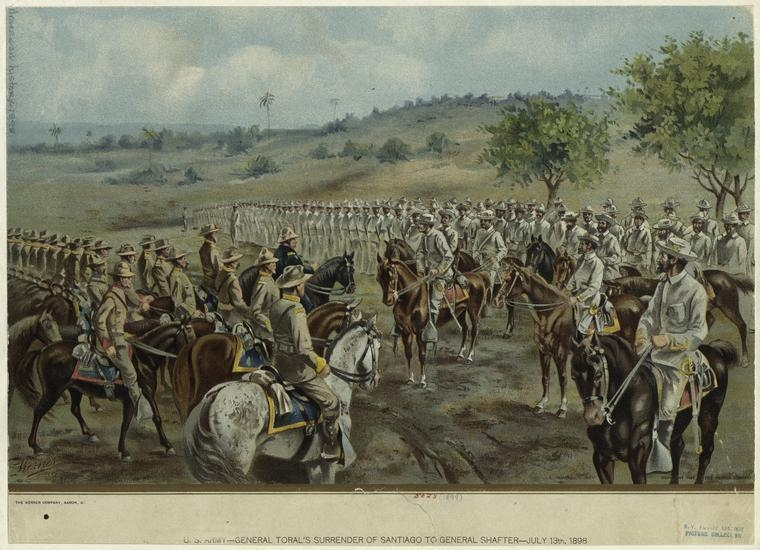
Toral rendeix la ciutat de Santiago de Cuba al nord-americà William Rufus Shafter (juliol de 1898)

Per successió jeràrquica de comandament i a causa de la ferida que en els combats que hi havia a les immediacions de Santiago de Cuba patís el general Linares, toca a Toral, la difícil tasca de defensar la plaça els últims dies del setge, i la dolorosa missió de negociar amb els nord-americans la capitulació quan ja no va ser possible extremar més la defensa. No obstant això, Toral va mantenir la resistència quinze dies més, fins al 16 de juliol, i de la gallardia de la seva actitud van quedar per a Espanya proves documentals, ja que és el mateix enemic qui encapçala aquest document un document en què demana al seu Govern que:
| « | "Concedeixi a aquests braus i cavallerosos soldats el privilegi de tornar a la seva pàtria portant les armes que tan valerosament han defensat, reconeixent la cavallerositat, valor i gallardia dels generals Linares i Toral, i de les tropes de Espanya que van prendre part en les accions que recentment s'han lliurat a les rodalies de Santiago de Cuba." | » |

Per donar idea exacta i adequada de quin va ser el comportament de Toral, que en qualitat de cap interí acaudillava el cos d'exèrcit que es va batre a Santiago, res més oportú que remetre'ns a la Sentència dictada el 4 d'agost del 1899 pel Tribunal Suprem de la Justícia Militar.

Reconeix l'esmentada Sentència que en encarregar-se el dia 1r. de juliol del comandament, Toral, després de pèrdudes possessions tan importants com el Caney i les Lomas de San Juan, va haver-hi necessitat de reconcentrar tots els destacaments dels forts, prova indubtable de la nostra debilitat militar, i encara que amb l'arribada, el dia 2, de la columna Escario, procedent de Manzanillo, alguna cosa es corregís l'escassetat d'efectius, en canvi, l'endemà i a conseqüència de la sortida de l'esquadra espanyola, que va quedar destrossada als esculls de la costa, es va veure Toral privat dels importants elements de defensa que aquella venia prestant a la plaça. Estretint el setge d'aquesta per les forces enemigues, disposava el nou cap per a la defensa de 14 km. de front, que gairebé exclusivament estava constituït per trinxeres improvisades, d'un total de 7.000 infants i 1.000 guerrillers, que no tenien reserves de cap espècie, i que per tota artilleria disposaven de 4 canons de bronze ratllats de 16 cm. (que, segons dictamen dels tècnics, només podien fer comptats trets), d'1 de 12, 1 de bronze comprimit de 9, 2 de 8 de bronze ratllats llargs, 4 del mateix calibre curts i 2 Krupp de 75 mm. Minvada artilleria, que amb prou feines tenia municions i que s'havia de batre amb les 70 peces de l'adversari, emplaçades en posicions dominants, ben proveïdes i recolzades ni més ni menys que per tota una escaire. Considerant això, i, a més, que l'exèrcit espanyol, exhaust de vivers i delmat per les malalties, no estava capacitat per resistir a un enemic que per triomfar necessitava tan sols constància, el Consell Suprem declara a la Sentència a ens referim, per estimar-la com la història més autoritzada d'aquest episodi de la campanya espanyola; 
| « | "que el general Toral ha emprat tots els mitjans de defensa que exigeixen les lleis de l'honor i del deure". | » |

i l'absol lliurement. Com demanava el seu defensor, el general Julián Suárez Inclán, la decisió dictada va impedir que el procés causés a l'encartat cap perjudici en la seva fama i en la seva carrera.
Aquesta, però, es pot dir que de fet havia acabat; les tortures normals que el general experimentés per veure's complicat injustament en culpes que no podien correspondre'l, van engegar, primer, amb la salut, i ben aviat, amb l'existència de qui tota la seva fora model de soldats i de cavallers.